# 嗆辣紅椒
嗆辣紅椒合唱團（英語：Red Hot Chili Peppers，縮寫：RHCP）是1982年成立於加州洛杉磯的美國另類搖滾樂團，現由主唱安東尼·基德斯（Anthony Kiedis）、吉他手約翰·伏許安（John Frusciante）、貝斯手「跳蚤」麥可·巴札里（Michael "Flea" Balzary）及鼓手查德·史密斯（Chad Smith）組成。樂團音樂風格多變，主要由傳統放克融合另類搖滾、龐克搖滾、迷幻搖滾等元素。
現任團員除了基德斯和跳蚤是創團元老外，吉他手和鼓手原本分別由希勒·斯洛伐克（Hillel Slovak）與傑克·艾榮斯（Jack Irons）擔任。斯洛伐克於1988年死於服用過量海洛因，艾榮斯因而決意離團。前死甘迺迪家族合唱團鼓手佩里哥洛短暫的頂替了艾榮斯的空缺，隨後便由史密斯任鼓手一職。同時，吉他手由琴藝高超的伏許安接替。嗆辣紅椒便以此陣容發行了第四張與第五張專輯：《母奶》(Mother's Milk)與《血糖性魅》(Blood Sugar Sex Magik)。
《血糖性魅》专辑大获成功，销量达到一千两百万张。但是伏許安却不适应乐队的一夜成名并且在1992年突然地离开了乐队。余下的三位成员后来招募了Jane's Addiction乐队的Dave Navarro并且录制了他们后来的唱片，1995年的One Hot Minute。这张唱片后来失败了，外界评论并没有前作那么理想并且销量不及《血糖性魅》的一半。不久之后Navarro因为创作上的分歧被解雇。
在离开乐队的日子里，伏許安染上了非常严重的毒瘾并一度面临死亡。而后在1998年成功戒除并且在跳蚤的邀请下重返乐队。重新组合的四个乐队成员回到录音室并且录制了1999年在全球大卖一千五百万张的Californication专辑，这也是乐队至此有过的最辉煌的成功。时隔三年，By the Way专辑延续了他们的成功。在2006年，乐队发行了双CD专辑Stadium Arcadium。这张专辑被滚石杂志评为2006年度唱片第二名，并且最终获得2007年葛莱美年度最佳唱片的提名。
2009年吉他手約翰·伏許安宣布離隊，Josh Klinghoffer加入樂團成為新的吉他手，並與其他成員錄製今年的全新錄音室專輯。
2019年，樂團於官方Instagram宣布John Frusciante於2020年歸隊，Josh Klinghoffer退出樂團。

## 历史

### 组建以及第一张唱片 (1983–1984)
红辣椒乐队（前Tony Flow and the Miraculous Masters of Mayhem）是由Fairfax 高中的毕业生Anthony Kiedis, Hillel Slovak, Jack Irons, 以及Michael "Flea" Balzary组建的，乐队原本只打算在1983年演出一场之后就结束的，因为Slovak当时已经在为另一支叫做what is this?的乐队效力了。这个四人团队从来没有打算成为当时遍布洛杉矶的朋克氛围中的一部分。乐队进行的第一场演出是在一家名为Rhythm Lounge的店里，观众是30人左右。当时乐队表演了一首临时创作的曲目，Kiedis 用饶舌的形式演唱他当时写下的一首名为Out in L.A.的诗而乐队成员对其进行了一些简单的编曲。这场演出获得了当时观众的热烈回响所以该店老板要求乐队在一个星期之后再次回来演出。正因为这不期而遇的成功，乐队的成员们把乐队的名字改为Red Hot Chili Peppers，并且继续在洛杉矶各种不同的场所演出。而后从最初的这些演出里面选出了六首歌，录制了乐队的第一盘Demo。
第一次演出之后几个月，乐队和EMI唱片公司签约，而正在此前两个星期，What is this?乐队也从MCA唱片公司获得了一份唱片合约。因为当时Slovak和Irons并没有把红辣椒乐队放在主要的位置上，所以他们离开了红辣椒去追随what is this的唱片计划。Kiedis和Flea没有因此放弃乐队，并决定开始招募乐队的新成员。此时Cliff Martinez，Flea的一个旧友被邀请加入乐队成为短期的成员，随后经过一些会面，最终相中了Jack Sherman作为乐队的新吉他手。
Gang of Four的吉他手Andy Gill曾经被乐队招入并且录制他们的第一张唱片。尽管Kiedis和Flea对此有些担忧，他仍然把乐队推向了一种更干净，利落并且更受到电台欢迎的音色。The Red Hot Chili Peppers专辑在1984年8月4日发行，但是销量有一些滑落。虽然它在发行最初的一段时间里面创下两万五千张的销量，并且获得一些益于销量的好评。在随后的巡演上，Kiedis和Sherman在曲风和生活方式上的不同倾向在日常的乐队生活和现场表演之间制造了一些麻烦。于是Sherman在不久之后便被乐队开除，而取而代之地，Slovak在对What is This 乐队感到厌烦之后，重新回到了辣椒的行列。

### 《Freaky Styley》和《The Uplift Mofo Party Plan》两张专辑 (1985–1988)
他們已經在全球出售了大約六千萬張唱片，同是亦是modern rock流行榜上長駐最久(76 星期)及佔據第一位歷時最長(10 星期)的紀錄保持樂團。

### 约翰·伏许安和查德·史密斯加入（1988-1989）
经Peligro介绍，基德斯和巴扎里认识了年轻的吉他手约翰·伏许安，他为乐队带来了更加黑暗、更具旋律感的摇滚风格。经过公开试镜后，他们于 1988 年 12 月聘请了鼓手查德·史密斯 (Chad Smith)，此后一直留任。经过公开试镜，他们于1988年12月聘请了鼓手查德·史密斯（Chad Smith），此后一直留任。

### 第五张专辑《血糖性魅》、名声大噪和伏许安的离队（1990-1993）
1990年，红辣椒乐队在专辑《母奶》取得成功后，专辑《血糖性魅》于 1991 年 9 月发行，获得了巨大成功，其中包括《Give It Away》和《Under the Bridge》等热门歌曲。 这张专辑销量超过 1200 万张，赢得了评论界的好评，并附有纪录片《Funky Monks》。 然而，吉他手约翰·弗鲁西安特 (John Frusciante) 与名气作斗争，并染上了海洛因成瘾，最终于 1992 年 5 月退出乐队。在戴夫·纳瓦罗 (Dave Navarro) 加入乐队之前，阿里克·马歇尔 (Arik Marshall) 短暂取代了他。 1993年，他们发行了单曲“Soul to Squeeze”，标志着纳瓦罗与辣椒乐队的正式首秀。

### 第两张专辑《火热一分钟》和 Dave Navarro
纳瓦罗在乐队期间曾在1994年伍德斯托克音乐节上演出，并在 Pukkelpop 和 Reading 等音乐节上担任主力，但由于纳瓦罗承认他对放克音乐和即兴演奏不感兴趣，因此和乐队关系变得紧张。 与此同时，基德斯再次染上海洛因毒瘾。 没有伏许安，歌曲创作速度减慢，Flea 扮演了更重要的角色。 1995 年发行的《One Hot Minute》与之前的音乐风格截然不同，主题更加黑暗，纳瓦罗的吉他作品更加沉重。 尽管评论褒贬不一，这张专辑在全球销量达 800 万张，并产生了诸如“My Friends”等热门歌曲。 然而，乐队在随行巡演期间遇到了挑战，由于成员受伤和吸毒，演出被推迟。 纳瓦罗最终于 1998 年以创作差异为由离开了乐队，结束了红辣椒乐队历史上的动荡篇章。

## 團員列表

### 現任成員
- 主唱－安東尼·基德斯（1983－現在，1986年曾短暫退團）
- 吉他、鍵盤、和聲－約翰·伏許安（1988－1992、1998－2009、2020－現在）
- 貝斯、小號、和聲－Flea（1983－現在）
- 鼓、打擊樂器－查德·史密斯（1988－現在）

### 離任成員
- 吉他、和聲－希勒·斯洛瓦克（1983、1985－1988）
- 吉他、和聲－傑克·謝爾曼（英语：Jack Sherman）（1983－1985）
- 吉他、和聲－德維恩·麥奈特（英语：DeWayne McKnight）（1988）
- 吉他、鍵盤、和聲－喬希·克林霍夫（英语：Josh Klinghoffer）（2010－2019，2007年曾擔任樂團的演唱會支援樂手）
- 吉他、和聲－贊德爾·施拉斯（英语：Zander Schloss）（1992）
- 吉他、和聲－阿里克·馬歇爾（1992－1993）
- 吉他、和聲－傑西·托比亞斯（英语：Jesse Tobias）（1993）
- 吉他、和聲－戴夫·納瓦羅（1993－1998）
- 鼓、打擊樂器－傑克·艾恩斯（1983，1986－1988）
- 鼓、打擊樂器－克里夫·馬丁內茲（英语：Cliff Martinez）（1983－1986）
- 鼓、打擊樂器－D·H·佩利格羅（英语：D.H. Peligrov）（1988）

## 作品列表
- 《嗆辣紅椒（英语：The Red Hot Chili Peppers (album)）》（1984年）
- 《奇幻風格（英语：Freaky Styley）》（1985年）
- 《開心痞子派對計劃》（1987年）
- 《母奶（英语：Mother's Milk (album)）》（1989年）
- 《血糖性魅》（1991年）
- 《火熱一分鐘（英语：One Hot Minute）》（1995年）
- 《加州淘金夢》（1999年）
- 《王者之道（英语：By the Way）》（2002年）
- 《星戰競技場》（2006年）
- 《與你同在（英语：I'm with You (album)）》（2011年）
- 《避世離俗（英语：The Getaway (Red Hot Chili Peppers album)）》（2016年）
- 《愛無限大（英语：Unlimited Love）》（2022年）
- 《重返夢想食堂（英语：Return of the Dream Canteen）》（2022年）

## 获奖历史
- 第49届格莱美奖 — Snow (Hey Oh)

## 影响
红辣椒乐队将硬摇滚、放克和嘻哈音乐独特地融合在一起，在各种音乐流派中留下了重要的印记，包括放克金属、说唱金属、说唱摇滚和新金属。 AllMusic 指出，他们在 20 世纪 90 年代初的开创性声音影响了放克金属浪潮。 许多乐队，例如 Incubus、Mr. Bungle、Primus、Rage Against the Machine、System of a Down、Papa Roach、311 和 Sugar Ray，都承认红辣椒对他们的音乐产生了重大影响。 就连Korn成员也将红辣椒视为灵感来源。 Kiedis 本人强调了乐队在将硬核放克与嘻哈风格的声音融合方面的作用，表明他们影响了 Limp Bizkit、Kid Rock 和 Linkin Park 等乐队。 鼓手查德·史密斯强调了乐队的多才多艺、自豪感和跨越各种音乐风格的独特声音，将他们强烈的个性视为使他们与众不同的决定性因素。

## 軼事
- 美國关塔那摩监狱通過高音量反復播放嗆辣紅椒的歌來對關押者施以折磨，鼓手Chad Smith對美軍行為表示了強烈的譴責[11]。
- 團名被日本漫畫家荒木飛呂彥用於其作品不滅鑽石中反派角色音石明的替身名。
- 嗆辣紅椒合唱團在1999年發行專輯 《Scar Tissue》 (單曲專輯) 的b-sides版中，有一首歌曲叫做「Gong Li」，這首歌正好以中國著名女演員鞏俐的英文名字做為命名，歌詞內容講述了樂隊主唱Anthony Kiedis和樂隊吉他手John Frusciante之間的關係。(但其實歌詞內容跟鞏俐本人並沒有任何關連)